# Egon Wöhlken
Egon Wöhlken (* 7. Mai 1928 in Bremerhaven; † 24. November 1994 in Gießen) war ein deutscher Agrarökonom und Hochschullehrer an der Georg-August-Universität Göttingen und an der Justus-Liebig-Universität Gießen.

## Leben
Wöhlken studierte Agrarwissenschaften an der Universität Göttingen. Dort promovierte er 1953 in Agrarökonomie. Nach langjähriger Tätigkeit am Institut für landwirtschaftliche Marktlehre der Universität Göttingen (heute Teil des Departments für Agrarökonomie und Rurale Entwicklung) wurde er 1970 an einen Lehrstuhl der Justus-Liebig-Universität Gießen berufen. Von 1970 bis 1986 war er dort Professor für Agrarökonomie und Direktor des Instituts für Agrarpolitik und Marktforschung. Seine Forschungsgebiete waren die nationale und internationale Agrarpolitik, Agrarhandel und die Wettbewerbsfähigkeit der Agrarwirtschaft.
Wöhlken war unter anderem Ehrenmitglied der Gesellschaft für Wirtschafts- und Sozialwissenschaften des Landbaues e. V.

## Schriften (Auswahl)
- Einführung in die landwirtschaftliche Marktlehre. Stuttgart 1991, 3. überarb. Aufl.
- (mit Jana Filip): Nachfrage nach Lebensmitteln in privaten Haushalten. Eine Auswertung der Einkommens- und Verbrauchsstichprobe 1978. Unter Mitarbeit von Christel Trautmann. Münster-Hiltrup 1984.
- Nahrungsmittelverbrauch im Mehrländervergleich. Analyse von Niveau und Entwicklungstendenz für OECD- bzw. EG-Länder. Mitarbeit: Jana Filip. Münster-Hiltrup 1981.
- (mit Michael Besch): Abwanderung aus der Landwirtschaft bei abgeschwächtem Wirtschaftswachstum. Unter Mitarbeit von R. Albrecht. Hrsg. vom Hessischen Bauernverband. Friedrichsdorf u. a. 1980.
- (mit anderen): Landwirtschaftliche Vorausschätzungen. Teil 2: Möglichkeiten der Anwendung bestimmter Modelle, Methoden und Techniken in der Gemeinschaft (Hausmitteilungen über Landwirtschaft 63). Brüssel 1970.
- Die Angebotselastizität von Agrarprodukten und ihre Problematik. Göttingen 1955.